# 1966年臺灣
|        | 臺灣歷史 \| 台灣歷史年表 |
| 世纪： | 19世纪臺灣 \| 20世纪臺灣 \| 21世纪臺灣 |
| 年代： | 1930年代臺灣 \| 1940年代臺灣 \| 1950年代臺灣 \| 1960年代臺灣 \| 1970年代臺灣 \| 1980年代臺灣 \| 1990年代臺灣                                           |
| 年份： | 1961年臺灣 \| 1962年臺灣 \| 1963年臺灣 \| 1964年臺灣 \| 1965年臺灣 \| 1966年臺灣 \| 1967年臺灣 \| 1968年臺灣 \| 1969年臺灣 \| 1970年臺灣 \| 1971年臺灣 |
| 纪年： | 丙午年（马年）、中華民國55年 |

## 政府

### 國家正副元首

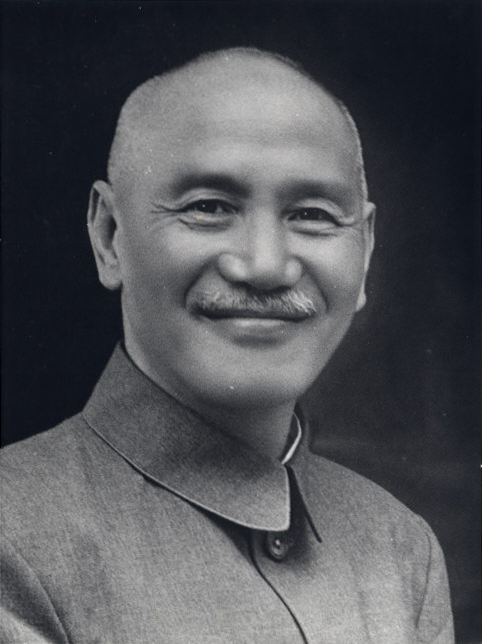
總統：蔣中正
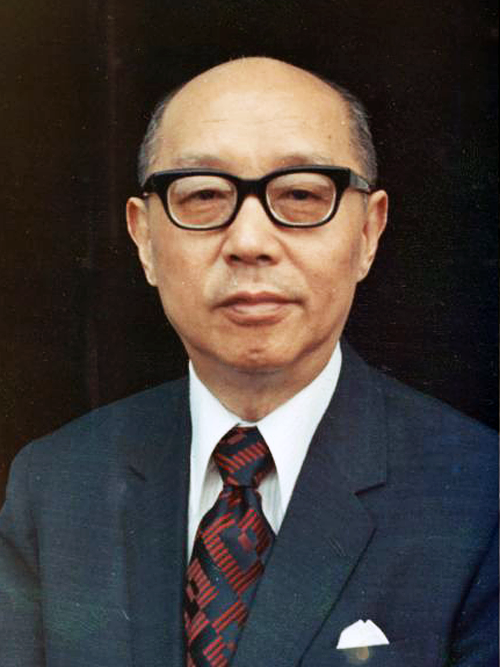
副總統：嚴家淦

### 五院首長

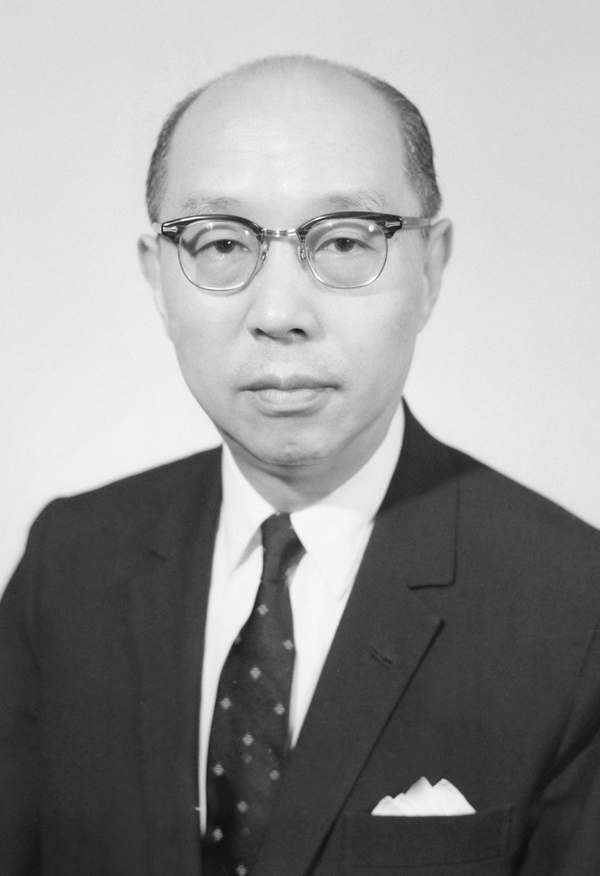
行政院院長：嚴家淦（副總統兼任）
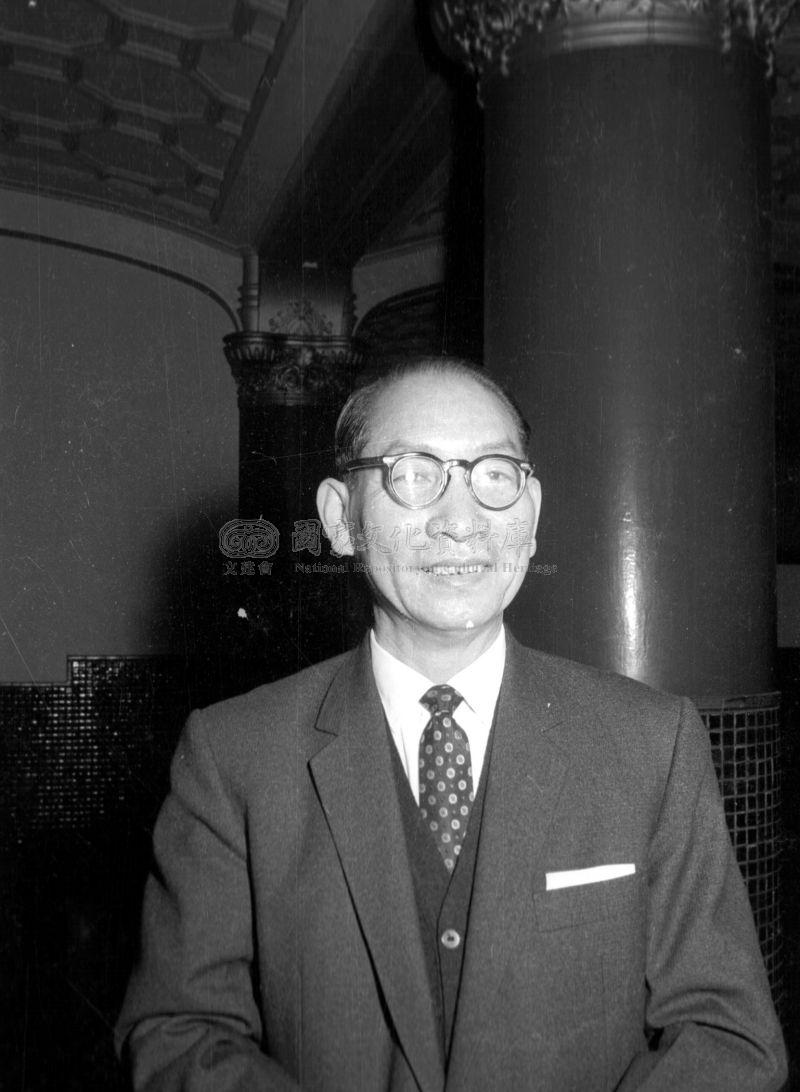
立法院院長：黃國書
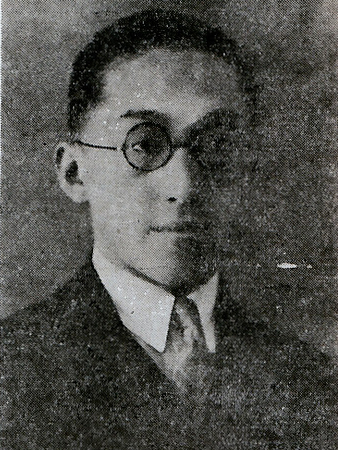
司法院院長：謝冠生
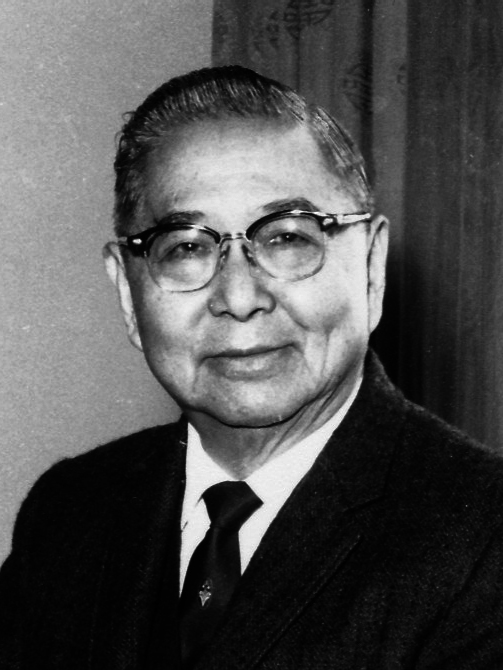
考試院院長：孫科
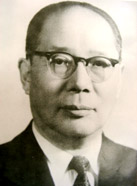
監察院院長：李嗣璁

### 省政府主席

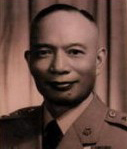
臺灣省政府主席：黃杰
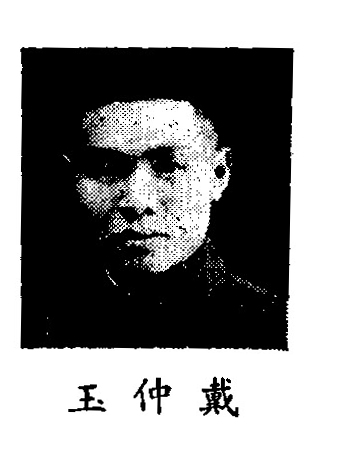
福建省政府主席：戴仲玉

### 成員變動

副總統：缺位
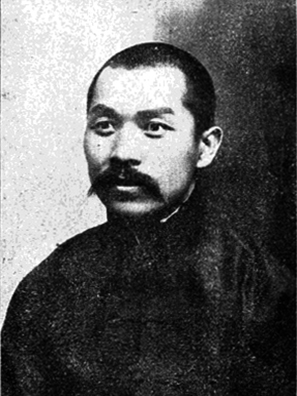
考試院院長：莫德惠（轉任光復大陸設計研究委員會副主任委員）

## 大事記

### 1月
- 1月1日——美國副總統韓福瑞訪臺[1]:722[2]，謁見蔣中正會談世局[3]:112。
- 1月9日——中國人民解放軍海軍吳文獻等人駕駛登陸艇駛抵馬祖，於乘專機前往臺灣途中被中共擊落，墜海身亡[1]:722。是為吳文獻事件。
- 1月12日——航運企業家董浩雲在日本訂製11萬8,000噸巨輪東亞巨龍號下水，臺灣商船總噸位達百萬噸[1]:722。
- 1月14日——去年國產影片158部，其中國語片30部，臺語片126部，紀錄片國臺語各1部[1]:722。
- 1月25日——「中菲友好協會」於馬尼拉成立[1]:722。
- 1月28日——行政院青年輔導委員會舉行首次全體委員會議，通過工作計畫草案綱要[1]:723。
- 1月29日——政府同意美國運兵中隊C-130大力士運輸機停駐公館空軍基地，支援對越作戰[1]:723。
- 1月31日——行政院核准中國農民銀行在臺灣復業[1]:723。

### 2月
- 2月1日——第一屆國民大會臨時會在臺北揭幕（2月6日，蔣中正召集黨籍國大，說明對行使創制、複決兩權態度，希顧全大局，貫徹黨之決策；2月7日，通過修「動員戡亂時期臨時條款」，並決議不接受不修憲建議；2月8日，通過「國民大會創制、複決兩權行使辦法」，臨時會閉幕。）[1]:723。
- 2月8日——日本參議院議長重宗雄三率參議院訪臺團訪臺[1]:723。
- 2月11日——全國各界集會紀念林森百年誕辰（1969年10月12日，林森紀念堂落成。）[1]:723。
- 2月12日——公布修正「動員戡亂時期臨時條款」，解除國民大會行使創制複決之限制[1]:723。
- 2月13日——王澄霞、紀政、李鐘桂等人當選第一屆十大傑出女青年[1]:723。
- 2月15日——韓國總統朴正熙訪問臺灣（2月18日，發表聯合公報，重申傳統友誼，同意舉行亞洲自由國家高層會議。）[1]:723，與蔣中正會晤[4][5]，舉行會談[3]:112。
- 2月17日——駕駛U-2的吳載熙迫降於水湳機場時意外身亡[6]。
- 2月18日——田徑女傑紀政名列世界女子欄賽十大傑出選手[1]:723。
- 2月19日——第一屆國民大會第四次會議在臺北揭幕（3月16日，國大代表連署提案，增定臨時條款，增加統帥領導權；3月17日，國大代表連署提名蔣中正、嚴家淦為第四屆正副總統候選人，舉行第八次大會，提出增設動員戡亂委員會一案；3月19日，第九次大會通過「增訂動員戡亂時期臨時條款」；3月21日、3月22日，選舉蔣、嚴為第四屆正副總統；3月23日，通過憲政研討委員會組織綱要；3月24日，通過「請政府提升臺北市為院轄市案」；3月25日，閉幕。）[1]:723。
- 2月24日——美國國防部長麥納瑪拉在國會作證，強調繼續軍援臺灣，計畫部分軍援轉為銷售[1]:724。
- 2月25日——中國鋼鐵貿易公司成立[1]:724。

### 3月
- 3月7日——中國國民黨第九屆三中全會揭幕（3月9日，通過「大陸重建工作基本方針」；3月10日，推選蔣中正、嚴家淦為第四任總統、副總統候選人。）[1]:724，蔣中正出席致訓[3]:112。
- 3月10日——美國助理國務卿彭岱（英语：William Bundy）訪臺3天（11月2日，再度訪臺；11月3日，向蔣中正報告參加越戰七盟國在馬尼拉召開高階層會議情形；12月4日，離臺。）[1]:724。
- 3月13日——花蓮外海發生地震。
- 3月21日——國民大會選舉第四任總統，蔣中正當選連任，又經蔣提名嚴家淦為副總統候選人[3]:112。
- 3月22日——公布修正「動員戡亂時期臨時條款」，授權總統設立動員戡亂機構，調整中央政府組織與訂頒辦法，增補選中央民意代表[1]:724。嚴家淦當選為副總統[3]:112。
- 3月25日——蔣中正與菲律賓總統馬可仕分別宣布：1966年為「中、菲友誼年」[1]:724；國大第四次會議閉幕，蔣中正蒞臨致詞[3]:112。
- 3月26日——美國考慮承認外蒙，中華民國政府堅決反對（4月8日，外交部宣布，反對任何國家承認外蒙之立場決不變更。）[1]:725。

### 4月
- 蔣中正接見解敟由日歸來之「臺灣民政黨」負責人鄭萬福，表示嘉慰[3]:112-113。
- 4月2日——陸軍副總司令羅友倫率領軍事訪問團訪問韓國[1]:725。
- 4月9日——臺灣《公論報》社長李萬居病逝（臺灣雲林人，為知名報人，當選多屆省議員，有功於臺灣民主運動。）[1]:725。
- 4月14日——佛教慈濟克難功德會成立[1]:725。
- 4月16日——美國國務卿魯斯克向美國眾議院提出尊重對臺灣防禦承諾、維持臺灣在聯合國席位等10項對臺政策[1]:725。
- 4月20日——閻振興接任原子能委員會主任委員[1]:725。
- 4月24日——國防部長蔣經國訪問韓國（4月28日，返國。）[1]:725。蔣經國謁見朴正熙總統，就亞洲問題交換意見[3]:112，被朴授予一級樹交勳章[7]:521；並視察三八線。

### 5月
- 中琉文化經濟協會首次組成正式代表團訪問琉球[8]。
- 5月2日——菲律賓副總統羅培士（Francisco Lopez）訪臺（5月6日，簽訂「中、菲農技協定協議備忘錄」。）[1]:726。
- 5月3日——美國任命馬康衛為駐臺大使；美國將C-119運輸機一批移交中華民國，取代C-49型運輸機[1]:726。
- 5月16日——任命蔡維屏為駐紐西蘭大使[1]:726。
- 5月20日——蔣中正、嚴家淦就任第四屆正總統、副總統（5月21日，蔣任命嚴續兼行政院長；5月27日，內閣局部改組完成，黃少谷任副院長，魏道明任外交部長，連震東、徐柏園任政務委員。）[1]:726，舉行就職大典[3]:113。
- 5月27日——與韓國之「中、韓經濟合作會議」揭幕（5月28日，發表聯合公報，加強共同經濟措施。1967年8月22日，第三屆會議在漢城揭幕；8月29日，決議組常設委員會研究聯合投資辦法。1968年7月27日，第四屆會議在臺北揭幕；7月30日，決議擴大雙方合作。）[1]:726；徐慶鐘為內政部長[3]:113。
- 5月28日——北部橫貫公路通車典禮，在台北縣三峽鎮大埔村舉行。
- 5月30日——蔣中正提名孫科、程天放為考試院正副院長，謝瀛洲為司法院副院長（6月16日、6月18日，分別獲得監察院投票同意；6月20日，特任三人分別為考試院正副院長、司法院副院長。）[1]:726。

### 6月
- 6月13日——臺灣省政府成立環境衛生指導委員會[1]:727。
- 6月15日——「中美人文及社會科學合作會議」在臺北揭幕（6月18日，會議閉幕，決定成立聯合機構，規劃執行合作計畫。）[1]:727。
- 6月23日——特任李琴為駐沙烏地阿拉伯王國大使[1]:727。
- 6月29日——副總統兼行政院長嚴家淦要求國際經濟合作發展委員會研究簡化投資手續，配合經建需要[1]:727。
- 6月30日——中華民國與韓國之第二大城市暨最大港口高雄和釜山締結成為姊妹城市。

### 7月
- 商務印書館開始出版「人人文庫」[1]:727。
- 7月1日——國民大會憲政研討委員會成立[1]:727，蔣中正兼任主任委員，谷正綱為副主任委員，郭澄為秘書長[3]:113。
- 7月19日——特任沈昌煥為駐梵蒂岡教廷大使[1]:727。
- 7月22日——蔣中正巡視金門，在金門題字「毋忘在莒」[1]:727。
- 7月24日——中央研究院選出院士8位：鄧昌黎、張捷遷、胡世楨、王瑞驍、葉曙、何炳棣、高去尋、邢慕寰[1]:727。
- 7月28日——菲律賓參謀總長馬他（Einesto Mata）訪臺[1]:727。
- 7月30日——與菲律賓簽備忘錄，派一農技團助菲律賓推廣米穀生產[1]:727。
- 7月31日——臺灣省政府獲國防部同意，由國軍在17縣市協建示範社區動工（10月16日，工程全部完工。）[1]:727。

### 8月
- 8月3日——監察院以東亞公司貸款案徇私舞弊，彈劾經濟部長李國鼎、財政部長陳慶瑜[1]:728。
- 8月7日——菲律賓外長羅慕斯（Narciso Ramos）訪臺（8月9日，返國前提出亞洲和平運動主要步驟三項。）；公布「國民大會創制複決兩權行使辦法」[1]:728。
- 8月11日——前美國副總統尼克森訪臺[1]:728。
- 8月15日——經監察院同意[3]:113，特任楊亮功等19人為考試院第四屆考試委員[1]:728；鍾天心為考試院秘書長[3]:113。
- 8月19日——與越南共和國簽訂「中、越空運臨時協定」（12月2日，中華航空公司臺北西貢航線開航。）[1]:728。
- 8月23日——日本任命島津久大為駐華大使[1]:728。
- 8月24日——臺、韓、越中央銀行總裁會議開幕（8月25日，決議在國際金融機構內組成一合作集團。1967年9月5日，在韓國舉行，討論合作及提高三國在國際財政組織地位問題。1969年4月5日，第六次總裁會議於臺北召開。）[1]:728。
- 8月25日——臺、美簽署「修正雙邊原子合作協定」在華府簽字（9月28日，換文生效。）[1]:728。
- 8月29日——特任陳之邁為駐日本大使，任命高士銘為駐海地大使[1]:728。

### 9月
- 以余伯泉為總統府參軍長[3]:114。
- 宋美齡於美國林肯城魏里斯安大學接受文學博士學位[3]:114。
- 9月12日——特任彭孟緝為駐泰國大使（11月23日，與泰國簽訂「中、泰貿易協定」。）[1]:729。
- 9月13日——國立歷史博物館舉辦的日本草繪藝術特展揭幕，由何應欽將軍及立法院院長黃國書剪綵，隨後一行人參觀草繪特展。日本女藝術家妣田圭子在會場當眾表演草繪[9]。
- 9月20日——第二十一屆聯合國大會以66對票，7票棄權，通過「重要問題案」，並以57對46票，17票棄權，1票缺席，否決「中共入聯案」，另以62票對34票，25票棄權，否決設特別委員會研究「中國代表權問題案」；越南共和國經濟部長區長青（Au Truong Thanh）訪臺（9月21日，與經濟部長李國鼎舉行「中、越經濟會議」。）[1]:729。
- 9月22日——美國空軍部長布朗（Harold Brown）訪臺[1]:729。

### 10月
- 宋美齡自美國返臺灣[3]:114。
- 10月3日——國防部長蔣經國促美國及時給予臺灣後勤支援，趁中共動亂，給予致命一擊，以解決越戰問題[1]:729。
- 10月5日——特任沈劍虹為駐澳大利亞大使[1]:729。
- 10月9日——蔣中正發表「告中共黨人書」，號召中共幹部推倒毛澤東，接應國軍大舉反攻[1]:729。
- 10月10日——蔣發表《告全國同胞書》，指責「文化大革命」毁滅民族優秀文化[10]:528-529。
- 10月15日——經濟部長李國鼎表示，經濟建設重點為改善投資環境、加強運輸配合、發展電子業、建設大鋼廠等；反共救國軍海上突擊隊在閩江口擊沈中共砲艇2艘[1]:729。
- 10月26日——聯合國教科文組織以56對44票，19國棄權，否決中共入會案[1]:730。
- 10月28日——曾任「臺灣民主獨立黨」代表、「臨時政府」副總統吳振南放棄臺獨主張，自日本返臺灣；張其昀創辦中華學術院成立[1]:730。
- 10月31日——任命魏景蒙為行政院新聞局長[1]:730。

### 11月
- 在首尔举行的亚盟第十二届会议通过决议，决定以亚盟为基础，扩大组建世界反共联盟（World Anti-Communist League），由谷正纲出任世盟筹备委员会主席[11][12][13]
- 11月12日——孫中山一百週年誕辰，興建於臺北陽明山之中山樓中華文化堂正式落成，蔣中正親臨主持落成典禮，並發表《中山樓中華文化堂落成紀念文》[3]:114。中山樓及國立中山博物院落成及啟用[1]:730。蔣繼續宣揚三民主義與中國傳統相揉合之文化宗旨，宣稱「三民主義思想，不惟為中華文化之匯歸，而三民主義之國民革命，乃益為中華民族文化之保衛者」[14]。蔣定國父誕辰為中華文化復興節，展開中華文化復興運動（8月8日，中共開始「文化大革命」，利用紅衛兵，進行破四舊。）[1]:730。蔣應各界人士之請，明定國父誕辰紀念日為中華文化復興節[3]:114-115。臺北市議員林水泉等在臺北創立臺獨組織「全國青年團結促進會」（1967年8月20日被捕，即「全國青年團結促進會案」。）[1]:730。
- 11月15日——美國總統特別代表有萊克（E. R. Black）訪臺，商談亞洲區域經濟合作問題[1]:730。
- 11月16日——民俗及社會學者陳紹馨病逝（臺灣臺北人，為《民俗臺灣》發起人及撰稿者，先後任教臺灣大學歷史系及擔任臺北市文獻委員會委員；著有《臺灣的人口變遷與社會變遷》等書。）[1]:730。
- 11月21日——經濟部長李國鼎訪問泰國，參加在曼舉行之第四屆亞洲華商貿易會議[1]:730。
- 11月29日——聯合國中國代表權問題表決，以66票對48票，7票棄權，過重要問題案；57對票，17票棄權，否決中共入聯案；並以62對34票，25票棄權，否決義大利等國設立委員會研究中國代表權問題提案[1]:730。

### 12月
- 12月2日——總統府戰略顧問委員會副主任委員白崇禧病逝（廣西臨桂人，新桂系將領，有「小諸葛」之稱，與李宗仁並稱為「李白」，曾任國防部長。）[1]:731。
- 12月9日——第五屆亞洲運動會在曼谷揭幕（12月10日，紀政獲跳遠金牌，並創新紀錄；12月11日，紀政在女子五項全能比賽中獲第二名，因傷退出五項全能比賽，葉菊妹在女子五項全能比賽中獲第二名。）[1]:731。
- 12月24日——教廷驻华公使馆升格为教廷大使馆，高理耀成为首任驻华大使（1967年2月7日，呈遞到任國書；9月25日，離開臺灣。）[1]:731。
- 12月25日——外交部因澳門將7名反共人士移交中共，向葡萄牙提出抗議（1967年1月6日，以澳門禁懸青天白日滿地紅旗及親臺之澳門總工會被查封，再度向葡萄牙提出抗議；1月11日，召回駐葡萄牙代辦吳文輝；1月30日，因葡澳與中共簽定協約，同意遣返逃澳難民，關閉臺灣機構，並同意8名反共人士押送中共，再向葡方轉遞第5次抗議；2月21日，駐聯合國代表劉鍇向聯合國提岀抗議。）[1]:731。台灣「國大憲政研究會」召開會議，發起「中華文化復興運動」[10]:529。
- 12月26日——中國國民黨第九屆四中全會揭幕（12月28日，通過「中華文化復興運動推行綱要」；12月29日，全會通過設置動員戡亂機構，並改選中央常務委員。）[1]:731，蔣中正親臨主持典禮，會中選舉嚴家淦、蔣經國、黃少谷、張其昀、黃杰、周至柔、谷正綱、陶希聖、袁守謙、唐縱、倪文亞、謝東閔、張道藩、黎玉璽、胡健中、連震東、郭驥、陳大慶、郭澄等19人為中央常務委員[3]:115。
- 12月31日——蔣中正核准臺北市改制為直轄市，行政院成立小組劃改制事宜[1]:731。

## 出生
参见： 1966年出生
- 1月1日——羅文嘉：政治人物。
- 1月5日——許智傑：政治人物。
- 1月11日——黃舒駿：歌手、演員、主持人、音樂製作人。
- 1月12日——
  - 坣娜：歌手、演員、主持人。
  - 許傑輝：演員、主持人。
- 1月18日——陳素月：政治人物。
- 1月19日——石惠君：演員。
- 1月22日——黃世明：棒球選手。
- 1月26日——鍾興民：編曲家、音樂製作人，曾為紅螞蟻合唱團鍵盤手。
- 2月1日——秦偉，藝人、主持人。
- 2月7日——黃寶慧：新聞主播，曾任TVBS主播。
- 2月9日——袁哲生，作家。代表作有《秀才的手錶》、倪亞達系列作品。（2004年逝世）
- 2月10日——周慧婷：新聞主播。
- 2月14日——
  - 涂善妮：演員、室內設計師。
  - 方偉達：作家、環境教育學家，現任台灣濕地學會理事長、濕地科學家學會亞洲理事會主席。
- 2月16日——朱約信：歌手、演員、主持人。
- 3月16日——
  - 何宗勳：社會運動人物。
  - 林思銘：政治人物、律師。
- 3月18日——蔡幸娟，歌手。
- 4月13日——翁雯柔：醫師。
- 4月18日——林暉程：政治人物，現任駐檀香山臺北經濟文化辦事處處長。
- 4月28日——王武郎：旅行家、導覽員。
- 4月29日——陳雅琳：新聞主播、主持人、製作人，是余佳璋前妻。
- 5月2日——
  - 阮慕驊：記者、主持人、時事評論家。
  - 陳靜敏：政治人物、護理師，是陳建銘之妹。
- 5月10日——
  - 張玉嬿，女演員。
  - 林以真：演員。
- 5月12日——徐永明：政治人物。
- 5月18日——莊人祥：公共衛生學家，現任疾病管制署署長，曾任中央流行疫情指揮中心發言人。
- 5月24日——陳威成：棒球教練。
- 5月28日——李明依，歌手。
- 6月7日——張雨生，歌手。代表作有《我的未來不是夢》、《天天想你》、《大海》。（1997年逝世）
- 6月9日——洪綺陽：演員。
- 6月13日——呂建德：政治人物，曾任台中市政府社會局局長。
- 6月22日——
  - 任賢齊：歌手、演員、主持人。
  - 鈕承澤：演員、導演、製作人。
- 6月27日——陳世杰：導演、編劇。
- 6月29日——詹怡宜：新聞主播。
- 7月3日——高永：小說家、漫畫家。
- 7月6日——林志炫：歌手，是優客李林成員之一。
- 7月22日——陳玉梅，政治人物。曾任臺北市議員。（2017年逝世）
- 7月23日——伍思凱，歌手。
- 7月27日——戴立忍：演員、導演。
- 8月5日——璩美鳳：記者、政治人物，是光碟案主角。2001年，婚外情遭偷拍，被《獨家報導》販售光碟而爆紅。
- 8月14日——黃適卓：政治人物。
- 8月27日——周守訓，曾任新聞主播、立法委員。
- 8月30日——蘇逸洪，新聞主播。曾任台視新聞新聞主播。
- 8月31日——張清芳，歌手。代表作有《無人熟識》。
- 9月2日——蔡明宏：棒球選手。
- 9月4日——朱彩鳳：籃球運動員。
- 9月9日——傅家賢：企業家。
- 9月17日——黃世昌：政治人物，現任駐丹佛臺北經濟文化辦事處處長。
- 9月19日——李勉之，漫畫家。代表作《百無禁忌 Miss阿性》。
- 10月7日——吳秉叡，政治人物。現任立法委員。
- 10月10日——劉榮華：棒球教練。
- 10月28日——戴錫欽：政治人物。
- 11月1日——周春米：政治人物、法官，現任屏東縣縣長。
- 11月2日——沈發惠：政治人物。
- 11月4日——黃啟嘉：醫師。
- 11月26日——
  - 況明潔：歌手、演員、主持人，是城市少女成員之一。
  - 林國正：政治人物。
- 12月1日——羅敏卿：棒球教練。
- 12月6日——楊曜，政治人物。現任立法委員。
- 12月12日——李孟諺：政治人物、水利工程學家。
- 12月31日——
  - 徐譽庭：導演、編劇、製作人。
  - 曾資程：政治人物。

## 逝世
- 4月9日——李萬居，政治人物、《公論報》發行人。黨外運動先驅。（1901年出生）
- 11月6日——楊昭璧，醫師、政治人物。曾任南投縣議員、議長、南投縣縣長。（1908年出生）
- 11月16日——陳紹馨，社會學學者。臺灣第一位社會學博士，致力於臺灣社會學、人類學及人口學研究。（1906年出生）
- 12月2日——白崇禧，陸軍將領。（生於1893年）